# Bò bison châu Mỹ
Bò bison châu Mỹ (danh pháp hai phần: Bison bison) là một loài động vật có vú trong họ Trâu bò, bộ Artiodactyla. Loài này được Linnaeus mô tả năm 1758.
Đây là một bò bison châu Mỹ rằng đã từng hiện diện khắp các đồng cỏ Bắc Mỹ trong những đàn đông đảo, đã trở thành gần như tuyệt chủng bởi sự kết hợp săn bắn thương mại và giết mổ trong thế kỷ 19 và việc du nhập các bệnh trên bò từ gia súc nuôi, và đã thực hiện một sự hồi sinh gần đây phần lớn giới hạn trong một vài vườn quốc gia và khu bảo tồn. Phạm vi lịch sử của chúng khoảng bao gồm một hình tam giác giữa hồ Gấu lớn ở viễn tây bắc Canada, phía nam bang của Mexico Durango và Nuevo León, và phía đông dọc theo ranh giới phía tây của dãy núi Appalachia.
Giống như các họ hàng trâu bò khác, bò bison châu Mỹ là các động vật gặm cỏ sống du cư và di chuyển theo bầy đàn, ngoại trừ một số con đực sống riêng lẻ (hay hợp thành nhóm nhỏ) trong phần lớn thời gian của năm.
Hai phân loài hoặc kiểu sinh thái đã được mô tả: bò bison bình nguyên (Bison bison bison), kích thước nhỏ hơn và với một bướu tròn hơn, và bò Canada (Bison bison athabascae) lớn hơn và có "bướu" vuông và cao hơn.
Bò bison châu Mỹ sống khoảng 20 năm và khi sinh ra không có sừng hay "bướu" đặc trưng của chúng. Chúng trở thành trưởng thành khi đạt độ tuổi 2-3 năm với sự phát triển của sừng, mặc dù những con đực còn tiếp tục phát triển chậm cho tới khi đạt 7 năm tuổi. Các con đực trưởng thành thể hiện tính thống lĩnh cao trong mùa sinh sản.
Ngày 16 tháng 3 năm 2007, 15 con bò bison châu Mỹ đã được tái đưa vào Colorado, nơi mà chúng đã từng sinh sống cách đó khoảng 1 thế kỷ. Chúng được thả tại Rocky Mountain Arsenal National Wildlife Refuge trên diện tích khoảng 17.000 mẫu Anh (khoảng 6.880 ha).

## Mô tả
Bò rừng bison có bộ lông mùa đông màu nâu đen, lông bờm dài và trọng lượng nhẹ hơn, bộ lông mùa hè màu nâu nhạt hơn. Chúng là loài động vật móng guốc điển hình, bò đực lớn hơn một chút so với bò cái nhưng trong một số trường hợp, có thể nặng hơn đáng kể. Phân loài bò bison bình nguyên thường có kích thước nhỏ hơn trong khi phân loài bò rừng bison Canada có kích cỡ lớn hơn. Chiều dài đầu và thân 2 đến 3,5 m (6,6 đến 11,5 ft), đuôi dài 30 đến 91 cm (12 đến 36 in). Chiều cao vai trong khoảng 152 đến 186 cm (60 đến 73 in). Trọng lượng trung bình có thể trong khoảng 318 đến 1.000 kg (701 đến 2.205 lb). Con đực nặng nhất ghi nhận được cân nặng 1.270 kg (2.800 lb). Khi được nuôi trong điều kiện nuôi nhốt và nuôi để lấy thịt, bò rừng có thể phát triển nặng một cách không tự nhiên và bò rừng bison bán thuần hóa cân nặng 1.724 kg (3.801 lb). Đầu và phần thân trước là to lớn, và cả con đực và con cái đều có sừng ngắn, cong có thể dài lên đến 2 foot (61 cm) chúng dùng để húc nhau giành địa vị trong đàn và tự vệ.

## Hình ảnh

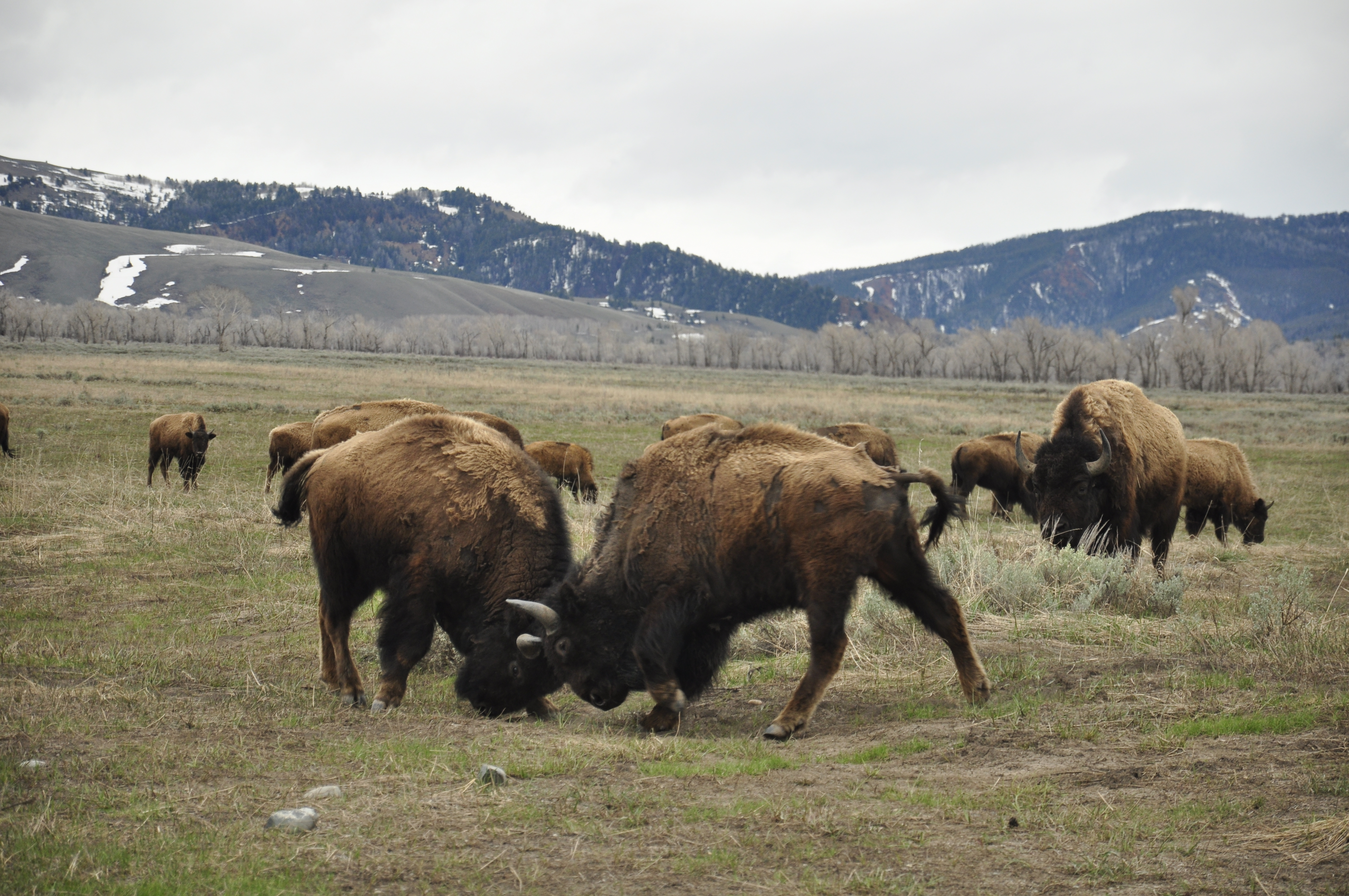
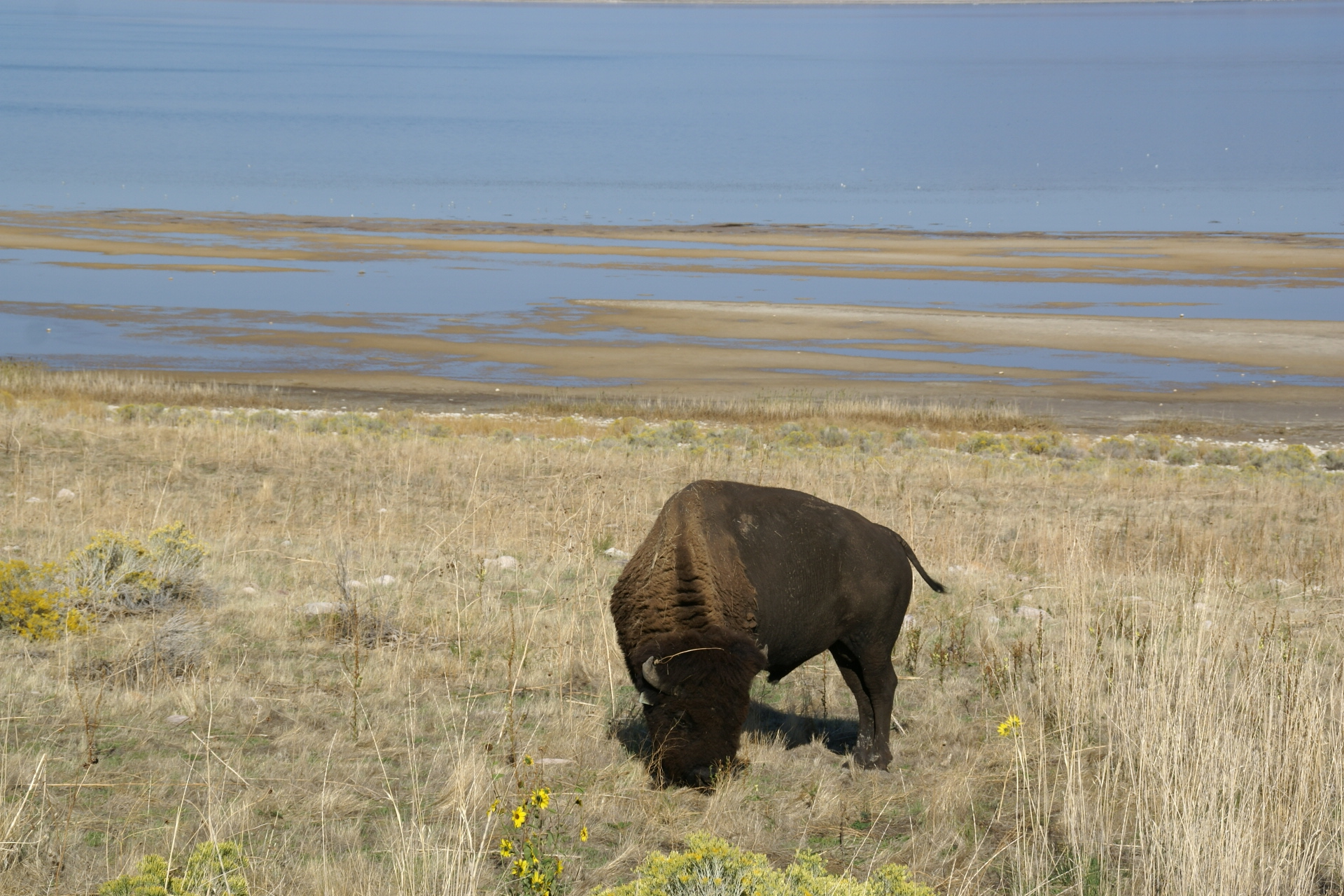
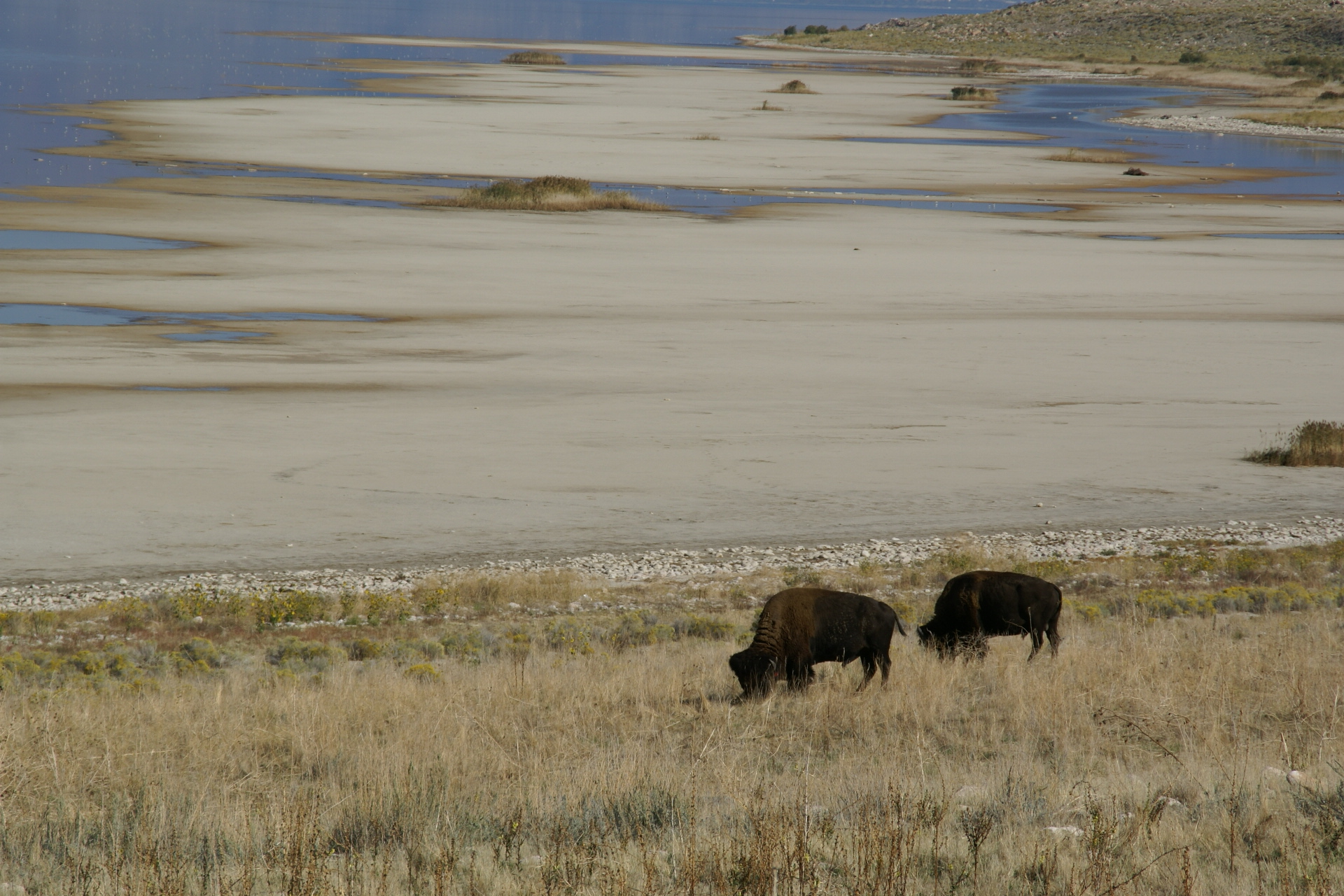